# Cruella (filme)
Cruella (bra/prt: Cruella) é um filme norte-americano de crime e comédia baseado na personagem Cruella de Vil, apresentada no romance de 1956 de Dodie Smith, The Hundred and One Dalmatians, e no filme de animação da Walt Disney Pictures, 101 Dálmatas (1961). É dirigido por Craig Gillespie, a partir de um roteiro escrito por Dana Fox e Tony McNamara, de uma história de Aline Brosh McKenna, Kelly Marcel e Steve Zissis. Emma Stone estrela como a personagem título, com Emma Thompson, Joel Fry, Paul Walter Hauser, Emily Beecham e Mark Strong em papéis coadjuvantes. Glenn Close, que interpretou Cruella no remake de 1996 e sua sequência, também atua como produtora executiva do filme. O filme foi lançado em 27 de maio de 2021 em Portugal e no Brasil, e em 28 de maio de 2021 nos EUA.

## Sinopse
Ambientado na Londres dos anos 70 em meio à revolução do punk rock, o filme mostra uma jovem vigarista chamada Estella, uma garota inteligente e criativa determinada a fazer um nome para si através de seus designs. Ela faz amizade com uma dupla de jovens ladrões e, juntos, constroem uma vida para si nas ruas de Londres. Um dia, o talento de Estella chama a atenção da Baronesa Von Hellman, uma lenda fashion que é devastadoramente chique e assustadora. Mas o relacionamento delas desencadeia um curso de eventos e revelações que farão com que Estella abrace seu lado rebelde e se torne a Cruella.

## Elenco
- Emma Stone como Cruella De Vil[11]
- Emma Thompson como Baronesa
- Paul Walter Hauser como Horácio[12]
- Joel Fry como Jasper[13]
- Mark Strong como Boris
- Emily Beecham como Catherine
- Kirby Howell-Baptiste como Tabitha
- Jamie Demetriou como Gerald
- John McCrea como Artie

## Produção
O filme foi anunciado em 2011. Andrew Gunn foi anunciado como produtor e Glenn Close (que havia interpretado a personagem anteriormente no filme em live-action de 1996 e sua sequência) seria produtora-executiva e Kelly Marcel revisaria o roteiro originalmente escrito por Aline Brosh McKenna. Em 6 de janeiro de 2016, Emma Stone foi escalada para interpretar Cruella de Vil. Em agosto de 2016, Jez Butterworth foi contratado para reescrever o rascunho do filme. Em novembro de 2016, Alex Timbers foi anunciado como diretor do filme e Marc Platt foi adicionado como produtor, mas em dezembro de 2018, foi revelado que Timbers havia deixado o filme devido a conflitos de agenda e Craig Gillespie o substituiria.
Em maio de 2019, Emma Thompson se juntou ao elenco, enquanto Tony McNamara e Dana Fox foram contratados para escrever o roteiro. Nos meses seguintes, Paul Walter Hauser e Joel Fry foram escalados para interpretar Horace e Jasper, respectivamente.

## Filmagens
Em 24 de agosto de 2019, durante a D23 Expo, foi revelado que a fotografia principal de Cruella já havia começado. A primeira imagem oficial do filme com Stone como Cruella com três dálmatas adultos na coleira, Hauser como Horace e Fry como Jasper também foi revelada durante o evento. Em setembro de 2019, Mark Strong, Emily Beecham e Kirby Howell-Baptiste foram escalados para o elenco. As filmagens foram encerradas em 26 de novembro de 2019.

## Trilha sonora
A trilha-sonora do filme reúne clássicos do rock e também do punk rock. A música tema é "Call me Cruella", do Florence + The Machine. Outras músicas do filme são: "Bloody Well Right" (Supertramp); "Whisper Whisper" (Bee Gees); "Five to One" (The Doors); "Stone Cold Crazy" (Queen); entre outras.

## Lançamento
O filme foi originalmente previsto para ser lançado em 23 de dezembro de 2020, mas foi adiado para 28 de maio de 2021.
Em 28 de maio de 2021, a Disney+ Brasil, em parceria com a agência Social Tailors e o desenvolvedor de Realidade Aumentada Jeferson Araujo, lançou um Efeito de Realidade Aumentada para Cruella, onde os usuários puderam compartilhar no Instagram histórias suas com maquiagem e visuais inspirados no novo filme da personagem da Disney.